# Ernest Lespinasse
Ernest Lespinasse (Hautmont, Nord, 1897. október 20. – Hautmont, Nord, 1927. november 22.) olimpiai bronzérmes francia tornász.
Ez első világháború után az 1920. évi nyári olimpiai játékokon indult, és mint tornász versenyzett. Csapat összetettben bronzérmes lett.